# Frédéric Pierre (calciatore)
Frédéric Pierre (Namur, 23 febbraio 1974) è un ex calciatore belga, di ruolo attaccante.

## Palmarès

### Club

#### Competizioni nazionali
- Campionato belga: 1

Anderlecht: 2000-2001